# Cegléd szépe
A Cegléd szépe egy magyar nemesítésű csemegeszőlő-fajta. Szinonim nevei: Beauty Seqleda, Bella Di Cegled, Belle De Cegled, Casselas De Cegled, Ceegled Szepe, Chasselas Cegled Szepe, Chasselas De Cegled, Frumoasa De Cegled, Goezel Seqleda	Krasavitsa Tsegleda, Krasavitza Zegleda, Krasumia Cegleda, Krasunia Cegleda, Krasunia Tegleda, Kraszavoca Ceglede	Mathiasz 212, Schoene Von Cegled. Trumoasa De Cegled, Tsegled Sepe.
A fajtahibridet Chasselas blanc croquant és a Chasselas rouge royal keresztezésével állította elő Mathiász János 1903-ban. Állami minősítést 1978-ban  K. 73 (K=Kecskemét) jelű klónja kapott.

## Leírása
Tőkéje gyenge vagy közepes növekedésű, sűrűn álló, rövid vesszőkkel. Minden művelésmódon hosszú- (félszálvesszős, szálvesszős) metszés szükséges. Szeptember közepén érik. Gyenge növekedésű, kis termőképességű, vékony, rövid hajtást nevel. Jó fagytűrő,  nem  rothadó.  Másodtermést hoz, jó években be is érleli. Termőképessége kicsi vagy közepes. Levelei jellegzetesen hosszúkásak, a levélerek és a levélnyél más fajtával össze nem téveszthetően pirosak. Fürtje viszonylag kicsi (120 g), többnyire hengeres és laza, tetszetős; bogyója közép-nagy vagy nagy, halványrózsaszín, kissé megnyúlt, gömbölyded. Szeptember derekától fogyasztható. Jó fagytűrő képességű,  a rothadásnak az átlagosnál jobban ellenáll. Termése jól szállítható és hosszú ideig eltartható, bogyója színe ritka, tetszetős, feltűnő. Íze kellemes. Sohasem tartozott az elterjedt fajták közé. Sok jó tulajdonsága ellenére alacsony terméshozama és rosszabb évjáratokban a bogyók egyenlőtlen színeződése miatt még házikerti termesztésben is ritkán fordul elő.